# Friedrich Neuhaus
Georg Ernst Friedrich Neuhaus (né le 20 septembre 1797 à Behme (de) près d'Herford et mort le 4 décembre 1876 à Berlin) est un architecte et un officier du bâtiment prussien. Il se fait connaître en tant que président du conseil d'administration de la Ligne de Berlin à Hambourg. Il conçoit la majorité des bâtiments et un certain nombre d'installations techniques sur les itinéraires de cette compagnie ferroviaire.

## Biographie
Après avoir terminé sa formation de géomètre à Berlin et travaillé brièvement à l'Inspection supérieure des digues à Crossen-sur-l'Oder, il étudie et réussit l'examen d'État en 1824. En tant que stagiaire en construction dans l'administration prussienne de la construction, il participe à l'agrandissement des routes puis, en 1828, Friedrich est nommé inspecteur de la construction routière à Stargard-en-Poméranie. À partir de 1840, il dirige la construction de la ligne Berlin-Stettin en tant qu'ingénieur en chef. En 1843, il devient membre technique de la direction de la ligne Berlin-Hambourg (BHE) et dirige les travaux préparatoires à la construction du chemin de fer. En 1850, il est élu directeur-président du BHE. Parallèlement, il assume les fonctions de directeur technique et opérationnel. De cette position, on peut reconnaître son implication dans la construction de transports, qui est également cruciale pour le Mecklembourg ; Construction de la ligne Hagenow-Schwerin (de) en 1847. En 1860, il est nommé officier secret du gouvernement en matière de construction.
Plusieurs innovations dans la construction ferroviaire remontent à Neuhaus. Il introduit donc la construction en éclisse grâce à laquelle les extrémités des rails sont reliées les unes aux autres. Le rail à pied large est était déjà utilisé à l'initiative de Neuhaus, à l'époque où de nouvelles normes sont élaborées pour le rail à double tête, jusqu'alors courant. En collaboration avec Borsig à Spandau, il fait construire le premier pont en treillis en fer forgé d'Allemagne sur l'Elsgraben et conçoit également le pont Dömitz sur l'Elbe (de), long d'environ un kilomètre, achevé en 1873, pour l'embranchement Wittenberge-Buchholz (de) (1871-1874). Ses innovations, comme les fondations sur pieux à air comprimé, sont également utilisées dans la construction de ponts. La salle de réception de la Gare d'Hambourg de Berlin est construite sous sa direction. Neuhaus conçoit également le nouveau bâtiment représentatif de la direction et de l'administration de la compagnie ferroviaire, qui est achevé en 1875 sur l'Invalidenstraße, juste à côté du bâtiment d'accueil de Berlin et qui abrite le tribunal social de Berlin (de) depuis 1968.